# آدا هگربرگ
آدا مارتینا استولسمو هگربرگ (به نروژی: Ada Martine Stolsmo Hegerberg) (زادهٔ ۱۰ ژوئیه ۱۹۹۵) یک بازیکن و مهاجم زن فوتبال اهل کشور نروژ و نخستین زن برنده توپ طلا است. وی هم‌اکنون برای باشگاه المپیک لیون و در لیگ برتر فوتبال زنان فرانسه بازی می‌کند. او پیشتر برای تیم‌های کلبتن و استابک در تاپسرین بازی می‌کرد. هگربرگ در تیم ملی جوانان نروژ نیز بازی کرده او اولین بازی خود را برای تیم ملی بزرگسالان نروژ در سال ۲۰۱۱ انجام داد. او در فصل ۲۰۱۸/۱۹ لیگ قهرمانان زنان اروپا موفق شد در ۹ مسابقه ۷ بار دروازه حریفان را باز کند و مقام قهرمانی را هم با تیم خود به دست آورد. وی با 53 گل بهترین گلزن تاریخ لیگ قهرمانان زنان اروپا است. آدا هگربرگ در پی اختلاف بر سر حقوق و شرایط به مدت ۵ سال از بازی برای تیم ملی زنان نروژ خودداری کرد.

## افتخارات

### تیمی
- استاباک

جام زنان نروژ : 2012
لیون 
لیگ 1فرانسه  : 2014–15 ، 2015–16 ، 2016–17 ، 2017–18 ، 2018–19 ، 2019–20
کوپه دو فرانسه : 2014–15 ، 2015–16 ، 2016–17 ، 2018–19 ، 2019–20
لیگ قهرمانان زنان UEFA : 2015–16 ، 2016–17 ، 2017–18 ، 2018–19 ، 2019–20
سوپرجام فرانسه : 2019 
کسب مدال نقرهٔ مسابقات فوتبال زنان اروپا در سال ۲۰۱۳ به همراه تیم ملی نروژ

### انفرادی
- کسب جایزه بهترین بازیکن زن سال اروپا در سال ۲۰۱۳
- بهترین بازیکن فوتبال زنان جهان از نگاه مجله فرانس فوتبال در ۳ دسامبر ۲۰۱۸ و اولین زن برنده توپ طلا [۶]